# Schweizer Cup (Fussball, Männer) 2011/12
Der 87. Schweizer Cup wurde vom 16. September 2011 bis zum 16. Mai 2012 ausgetragen. Titelverteidiger war der FC Sion, der in den Halbfinals am FC Luzern scheiterte. Der FC Basel gewann zum elften Mal den Schweizer Cup durch einen Finalsieg gegen den FC Luzern.

## Modus
Zehn Vereine der Axpo Super League sowie 15 Klubs der Challenge League waren direkt für den Schweizer Cup qualifiziert. Dazu stiessen 13 Klubs aus der 1. Liga sowie 26 Klubs aus den Amateur-Ligen. Diese mussten sich in Regionalausscheidungen für den Schweizer Cup qualifizieren.
Mannschaften aus dem Fürstentum Liechtenstein sind nicht teilnahmeberechtigt, da die Liechtensteiner Clubs zwar am Schweizer Meisterschaftsbetrieb teilnehmen, aber im eigenständigen Liechtensteiner Cup starten. Dies betraf auch den Challenge-League-Club FC Vaduz. Zudem sind die U-21-Mannschaften aus der 1. Liga nicht spielberechtigt, genauso wie sämtliche weiteren Reserve-Teams. Wenn ein Reserve-Team eine Regionalausscheidung gewonnen hat, bekommt die erste Mannschaft den Startplatz im Schweizer Cup zugesprochen, es sei denn, die erste Mannschaft sei schon für den Wettbewerb qualifiziert. Ist dies der Fall, erhält der Finalgegner der Regionalausscheidung den Startplatz.
Der Schweizer Cup wird im K.-o.-System ausgetragen. In der Regel wird jede Runde innert maximal drei Tagen gespielt. Die unterklassigen Mannschaften geniessen bis zur 3. Runde (Achtelfinals) das Heimrecht. Der Final wurde im Stade de Suisse in Bern ausgetragen.
- 1. Runde (16. bis 18. September 2011): 64 Teams, die Sieger waren für die 2. Runde qualifiziert.
- 2. Runde (15. und 16. Oktober 2011): 32 Teams, die Sieger waren für die Achtelfinals qualifiziert.
- Achtelfinals (26. und 27. November 2011): 16 Teams, die Sieger waren für die Viertelfinals qualifiziert.
- Viertelfinals (20. und 21. März 2012): 8 Teams, die Sieger waren für die Halbfinals qualifiziert.
- Halbfinals (11. und 15. April 2012): 4 Teams, die Sieger qualifizierten sich für den Final.
- Final (16. Mai 2012): Der Sieger gewann den 87. Schweizer Cup.

## Teilnehmende Mannschaften
| Axpo Super League die 10 Vereine der Saison 2011/12                                                                                      | Challenge League 15 Vereine der Saison 2011/12 | 1. Liga 13 Vereine der Saison 2011/12 | 2. Liga Interregional 12 Vereine der Saison 2011/12 | 2. Liga Regional 10 Vereine der Saison 2011/12 | 3. Liga 4 Vereine der Saison 2011/12                    |
| FC Basel Grasshopper Club Zürich FC Lausanne-Sport FC Luzern Neuchâtel Xamax Servette FC Genève FC Sion FC Thun BSC Young Boys FC Zürich | FC Aarau AC Bellinzona FC Biel-Bienne SC Brühl St. Gallen FC Chiasso SR Delémont Étoile Carouge FC SC Kriens FC Locarno FC Lugano FC St. Gallen Stade Nyonnais FC Wil FC Winterthur FC Wohlen | FC Baden GC Biaschesi FC Breitenrain Bern SC Cham SC Dornach SC Düdingen FC Grand-Lancy FC Grenchen Étoile Sportive FC Malley Lausanne FC Naters FC Schötz FC Tuggen Yverdon-Sport FC | Chur 97 FC Collex-Bossy US Collombey-Muraz FC Entfelden FC Eschenbach FC Freienbach FC Hergiswil FC Langenthal FC Stade Lausanne-Ouchy Losone Sportiva US Terre Sainte FC Töss Winterthur | FC Abtwil-Engelburg FC Amicitia Riehen FC Ascona FC Colombier FC Gumefens/Sorens FC Herzogenbuchsee FC Konolfingen FC Renens FC Schattdorf FC United Zürich | FC Deitingen FC Domdidier FC Ellikon Marthalen FC Henau |

## Erste Runde
In der ersten Runde können die Mannschaften aus der Super League und der Challenge League gemäss Reglement nicht aufeinandertreffen. Die Mannschaft aus der niedrigeren Liga erhält den Heimvorteil, bei zwei Mannschaften aus der gleichen Liga bekommt ihn die erstgezogene.
| Datum                 |                                           | Ergebnis              |                               |
| --------------------- | ----------------------------------------- | --------------------- | ----------------------------- |
| 16.09.11 um 19:30 Uhr | FC Hergiswil (2. LI)                      | 1:3                   | FC Locarno (ChL)              |
| 16.09.11 um 20:00 Uhr | FC Langenthal (2. LI)                     | 1:3                   | Yverdon-Sport FC (1. L)       |
| 17.09.11 um 14:30 Uhr | US Terre Sainte (2. LI)                   | 2:5 n. V.             | SC Brühl St. Gallen (ChL)     |
| 17.09.11 um 16:00 Uhr | FC Naters (1. L)                          | 1:5                   | FC St. Gallen (ChL)           |
|                       | FC Stade Lausanne-Ouchy (2. LI)           | 0:5                   | FC Thun (ASL)                 |
|                       | FC Deitingen (3. L)                       | 1:4                   | FC Schattdorf (2. L)          |
| 17.09.11 um 16:30 Uhr | FC Konolfingen (2. L)                     | 1:2                   | FC Grand-Lancy (1. L)         |
| 17.09.11 um 17:00 Uhr | FC Collex-Bossy (2. LI)                   | 1:8                   | FC Lausanne-Sport (ASL)       |
|                       | FC Henau (3. L)                           | 1:5                   | FC Wohlen (ChL)               |
|                       | FC Eschenbach (2. LI)                     | 0:4                   | FC Basel (ASL)                |
|                       | FC Herzogenbuchsee (2. L)                 | 1:3                   | FC Breitenrain Bern (1. L)    |
| 17.09.11 um 17:30 Uhr | FC Abtwil-Engelburg (2. L)                | 1:5                   | Stade Nyonnais (ChL)          |
|                       | US Collombey-Muraz (2. LI)                | 0:5                   | FC Schötz (1. L)              |
| 17.09.11 um 18:00 Uhr | FC Töss Winterthur (2. LI)                | 00:10                 | Grasshopper Club Zürich (ASL) |
|                       | FC Amicitia Riehen (2. L)                 | 0:8                   | FC Aarau (ChL)                |
|                       | FC Ascona (2. L)                          | 1:2                   | FC Chiasso (ChL)              |
|                       | FC Ellikon Marthalen (3. L)               | 03:10                 | FC Freienbach (2. LI)         |
| 17.09.11 um 18:00 Uhr | FC United Zürich (2. L)                   | 1:5 n. V.             | FC Lugano (ChL)               |
| 17.09.11 um 19:00 Uhr | Étoile Sportive FC Malley Lausanne (1. L) | ?:? n. V. (5:3 i. E.) | SR Delémont (ChL)             |
|                       | FC Domdidier (3. L)                       | 0:8                   | BSC Young Boys Bern (ASL)     |
| 17.09.11 um 20:00 Uhr | FC Grenchen (1. L)                        | 0:5                   | FC Zürich (ASL)               |
|                       | FC Renens (2. L)                          | 1:4                   | FC Wil (ChL)                  |
| 18.09.11 um 14:30 Uhr | SC Cham (1. L)                            | 2:0                   | Étoile Carouge FC (ChL)       |
|                       | SC Düdingen (1. L)                        | 1:4 n. V.             | Servette FC Genève (ASL)      |
|                       | FC Colombier (2. L)                       | 0:5                   | FC Sion (ASL)                 |
|                       | FC Tuggen (1. L)                          | 3:0                   | SC Dornach (1. L)             |
| 18.09.11 um 15:00 Uhr | Losone Sportiva (2. LI)                   | 0:3                   | FC Luzern (ASL)               |
|                       | FC Entfelden (2. LI)                      | 0:9                   | SC Kriens (ChL)               |
|                       | Chur 97 (2. LI)                           | 1:2                   | Neuchâtel Xamax (ASL)         |
| 18.09.11 um 15:30 Uhr | FC Gumefens/Sorens (2. L)                 | 1:3                   | AC Bellinzona (ChL)           |
| 18.09.11 um 16:00 Uhr | FC Baden (1. L)                           | 0:1                   | FC Winterthur (ChL)           |
|                       | GC Biaschesi (1. L)                       | 1:2                   | FC Biel-Bienne (ChL)          |

## Zweite Runde
In der zweiten Runde können die Mannschaften aus der Super League nicht aufeinandertreffen. Die Mannschaft aus der niedrigeren Liga erhält den Heimvorteil, bei zwei Mannschaften aus der gleichen Liga bekommt ihn die erstgezogene. Die Auslosung fand am 19. September 2011 statt.
| Datum                 |                                           | Ergebnis              |                               |
| --------------------- | ----------------------------------------- | --------------------- | ----------------------------- |
| 15.10.11 um 16:00 Uhr | FC Schattdorf (2. L)                      | 0:5                   | FC Lausanne-Sport (ASL)       |
|                       | FC Breitenrain Bern (1. L)                | 1:2                   | FC Tuggen (1. L)              |
| 15.10.11 um 17:00 Uhr | FC Schötz (1. L)                          | 1:5                   | FC Basel (ASL)                |
| 15.10.11 um 17:30 Uhr | Yverdon-Sport FC (1. L)                   | 1:3                   | Servette FC Genève (ASL)      |
|                       | FC Aarau (ChL)                            | 1:3                   | FC Zürich (ASL)               |
|                       | Stade Nyonnais (ChL)                      | 1:2                   | FC Sion (ASL)                 |
| 15.10.11 um 18:00 Uhr | FC Winterthur (ChL)                       | 2:0                   | SC Brühl St. Gallen (ChL)     |
| 15.10.11 um 19:00 Uhr | Étoile Sportive FC Malley Lausanne (1. L) | 0:1                   | AC Bellinzona (ChL)           |
| 16.10.11 um 14:30 Uhr | FC Lugano (ChL)                           | 0:1 n. V.             | FC Biel-Bienne (ChL)          |
|                       | SC Cham (1. L)                            | 1:5                   | FC Wohlen (ChL)               |
|                       | FC Grand-Lancy (1. L)                     | 1:3                   | FC Luzern (ASL)               |
|                       | SC Kriens (ChL)                           | 2:1                   | Neuchâtel Xamax (ASL)         |
|                       | FC Freienbach (2. LI)                     | 0:4                   | BSC Young Boys Bern (ASL)     |
|                       | FC Chiasso (ChL)                          | 0:1                   | Grasshopper Club Zürich (ASL) |
| 16.10.11 um 15:30 Uhr | FC St. Gallen (ChL)                       | 2:0                   | FC Thun (ASL)                 |
| 16.10.11 um 16:00 Uhr | FC Locarno (ChL)                          | 1:1 n. V. (4:5 i. E.) | FC Wil (ChL)                  |

## Achtelfinals
Im Achtelfinal werden die Partien ohne Bedingungen gezogen, d. h. jede Mannschaft kann auf jede andere Mannschaft treffen. Die Mannschaft aus der niedrigeren Liga erhält das Heimrecht, bei zwei Mannschaften aus der gleichen Liga bekommt es die erstgezogene. Es wurde so gut wie möglich vermieden, dass Mannschaften aus der Super League aufeinandertreffen.
| Datum                 |                      | Ergebnis              |                               |
| --------------------- | -------------------- | --------------------- | ----------------------------- |
| 26.11.11 um 15:30 Uhr | FC Tuggen (1. L)     | 1:2                   | FC Sion (ASL)                 |
| 26.11.11 um 17:30 Uhr | AC Bellinzona (ChL)  | 0:4                   | FC Lausanne-Sport (ASL)       |
|                       | FC Wil (ChL)         | 2:3 n. V.             | FC Basel (ASL)                |
| 27.11.11 um 14:00 Uhr | FC St. Gallen (ChL)  | 4:2                   | FC Zürich (ASL)               |
|                       | FC Biel-Bienne (ChL) | 3:0                   | Servette FC Genève (ASL)      |
| 27.11.11 um 14:30 Uhr | SC Kriens (ChL)      | 2:2 n. V. (3:5 i. E.) | Grasshopper Club Zürich (ASL) |
|                       | FC Wohlen (ChL)      | 1:2                   | FC Luzern (ASL)               |
|                       | FC Winterthur (ChL)  | 1:1 n. V. (3:2 i. E.) | BSC Young Boys (ASL)          |

## Viertelfinals
Auch im Viertelfinal werden die Partien ohne Bedingungen gezogen, d. h. jede Mannschaft kann auf jede andere Mannschaft treffen. Heimrecht hat im Viertel- und im Halbfinal die erstgezogene Mannschaft.
| Datum                 |                      | Ergebnis              |                               |
| --------------------- | -------------------- | --------------------- | ----------------------------- |
| 20.03.12 um 20:15 Uhr | FC Luzern (ASL)      | 3:0                   | Grasshopper Club Zürich (ASL) |
| 21.03.12 um 19:30 Uhr | FC Winterthur (ChL)  | 2:2 n. V. (7:6 i. E.) | FC St. Gallen (ChL)           |
| 21.03.12 um 19:45 Uhr | FC Basel (ASL)       | 5:2                   | FC Lausanne-Sport (ASL)       |
| 21.03.12 um 20:15 Uhr | FC Biel-Bienne (ChL) | 1:3                   | FC Sion (ASL)                 |

## Halbfinals
Die Begegnungen wurden ausgelost.
| Datum                 |                     | Ergebnis |                 |
| --------------------- | ------------------- | -------- | --------------- |
| 11.04.12 um 20:15 Uhr | FC Sion (ASL)       | 0:1      | FC Luzern (ASL) |
| 15.04.12 um 14:00 Uhr | FC Winterthur (ChL) | 1:2      | FC Basel (ASL)  |

## Final
Das Finalspiel fand am 16. Mai 2012 statt. Der Austragungsort war das Stade de Suisse in Bern.
| Paarung        | FC Luzern – FC Basel |
| Ergebnis       | 1:1 n. V. (1:1, 0:0), 2:4 i. E. |
| Datum          | 16. Mai 2012 |
| Stadion        | Stade de Suisse, Bern |
| Zuschauer      | 30'100 |
| Schiedsrichter | Daniel Wermelinger (Aarau) |
| Tore           | 0:1 Benjamin Huggel (55.) 1:1 Tomislav Puljić (67.) Elfmeterschießen: 0:1 Gilles Yapi Yapo 1:1 Michel Renggli 1:2 Marco Streller 1:3 Jacques Zoua 2:3 Daniel Gygax 2:4 Xherdan Shaqiri                                                                                                   |
| FC Luzern      | David Zibung; Sally Sarr, Florian Stahel, Tomislav Puljić, Claudio Lustenberger; Alain Wiss, Michel Renggli; Adrian Winter, Xavier Hochstrasser (60. Daniel Gygax), Nelson Ferreira (104. Moshe Ohayon); Darío Lezcano (95. Jahmir Hyka) Cheftrainer: Murat Yakin                        |
| FC Basel       | Yann Sommer; Markus Steinhöfer, David Abraham, Aleksandar Dragović (72. Radoslav Kováč), Park Joo-ho; Xherdan Shaqiri, Benjamin Huggel (97. Gilles Yapi Yapo), Granit Xhaka, Valentin Stocker (74. Jacques Zoua); Alexander Frei, Marco Streller Cheftrainer: Heiko Vogel ( Deutschland) |

## Torschützenliste
In der nachfolgenden Tabelle sind die besten Torschützen des Schweizer Cups 2011/12 aufgeführt. Sie sind zunächst nach Anzahl ihrer Treffer, bei gleicher Torzahl alphabetisch sortiert.
| Pl. | Name           | Team               | Tore |
| --- | -------------- | ------------------ | ---- |
| 1.  | Igor Tadić     | SC Kriens          | 6    |
| 2.  | Júnior Negão   | FC Lausanne-Sport  | 5    |
| 3.  | Alexander Frei | FC Basel           | 4    |
| 3.  | Pascal Renfer  | FC Wohlen          | 4    |
| 3.  | Jocelyn Roux   | FC Lausanne-Sport  | 4    |
| 3.  | Michael Koch   | FC Schötz          | 4    |
| 3.  | Izet Hajrović  | Grasshopper Zürich | 4    |